# Порретта-Терме
Порретта-Терме (італ. Porretta Terme) — колишній муніципалітет в Італії, у регіоні Емілія-Романья,  метрополійне місто Болонья. З 1 січня 2016 року Порретта-Терме є частиною новоствореного муніципалітету Альто-Рено-Терме.
Порретта-Терме розташована на відстані близько 290 км на північний захід від Рима, 50 км на південний захід від Болоньї.
Населення — 4781 особа (2014).

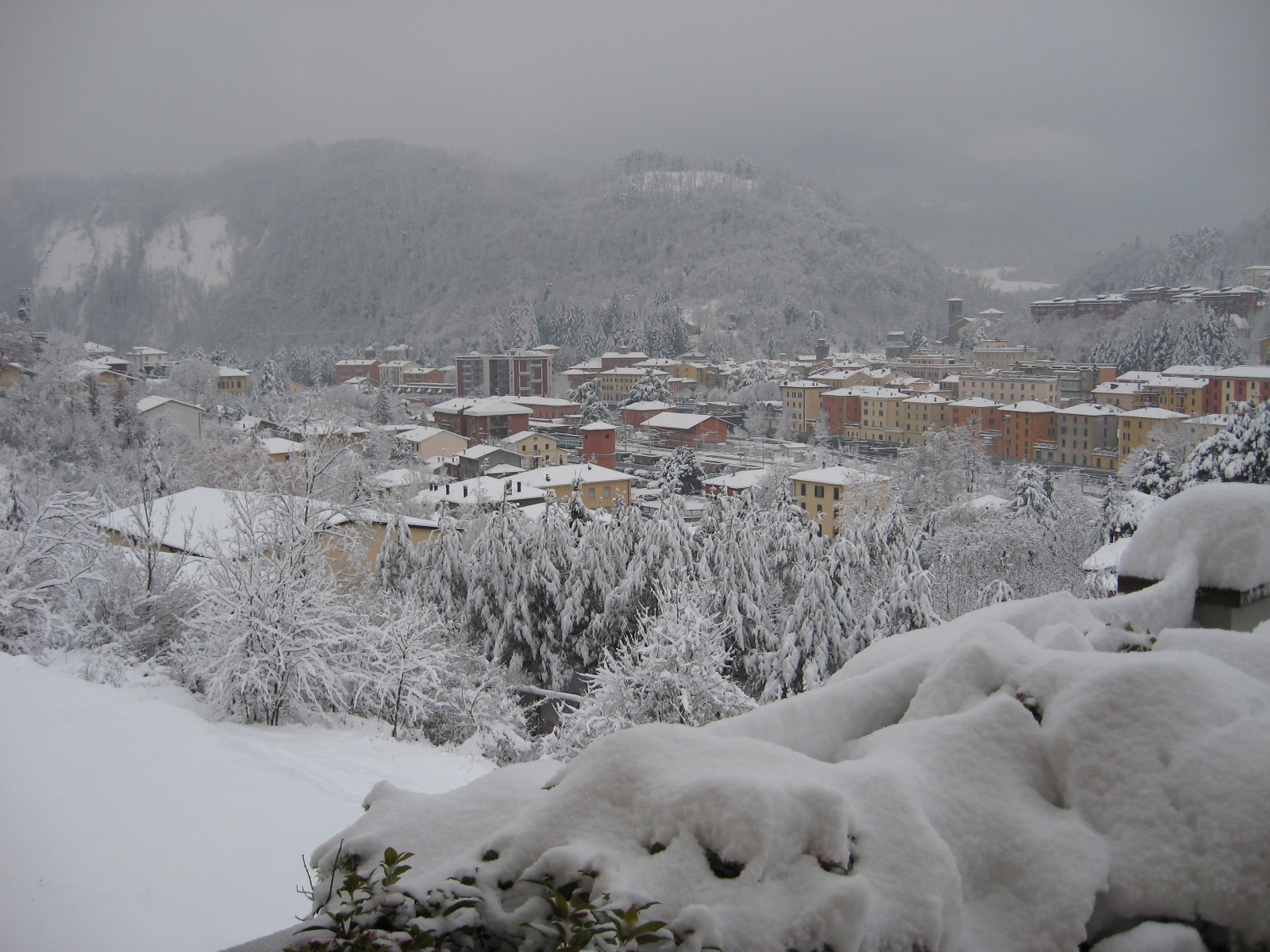

Щорічний фестиваль відбувається 22 липня. Покровитель — Santa Maria Maddalena.

## Демографія
Населення за роками:

Станом на 31 грудня 2014 року в муніципалітеті офіційно проживали 594 іноземці з 31 країни, серед них 179 громадян країн Євросоюзу та 9 громадян України.

## Сусідні муніципалітети
- Кастель-ді-Казіо
- Гаджо-Монтано
- Гранальйоне
- Ліццано-ін-Бельведере
- Самбука-Пістоїєзе